# Coenonympha occupata
Coenonympha occupata är en fjärilsart som beskrevs av Hans Rebel 1903. Coenonympha occupata ingår i släktet Coenonympha och familjen praktfjärilar. Inga underarter finns listade i Catalogue of Life.